# Живран
Живран (фр. Givrand) насеље је и општина у западној Француској у региону Лоара, у департману Вандеја која припада префектури Сабл д'Олон.
По подацима из 2011. године у општини је живело 1982 становника, а густина насељености је износила 169,55 становника/km². Општина се простире на површини од 11,69 km². Налази се на средњој надморској висини од 10 метара (максималној 33 m, а минималној 2 m).

## Демографија
| 1962. | 1968. | 1975. | 1982. | 1990. | 1999. | 2011. |
| ----- | ----- | ----- | ----- | ----- | ----- | ----- |
| 428   | 456   | 541   | 708   | 940   | 1.309 | 1.982 |

График промене броја становника у току последњих година